# Udea
Udea ist eine Schmetterlings-Gattung der Spilomelinae innerhalb der Familie der Crambidae. Sie umfasst weltweit über 200 Arten und ist auf allen Kontinenten mit Ausnahme der Antarktis vertreten.

## Merkmale
Die Gattung Udea umfasst mittelgroße Zünsler mit einer Vorderflügellänge von 9 bis 14 mm. In Ruhestellung werden die Flügel flach nach hinten über den Körper gelegt, wobei die Vorderflügel die Hinterflügel vollständig überdecken. Die Zeichnung der Vorderflügel variiert je nach Art von einfarbig ohne oder mit Zeichnungsmuster bis zu komplexen Mustern, die mitunter an die Vorderflügelzeichnung der Scopariinae erinnern. Die Hinterflügel sind in der Regel ein- oder zweifarbig und weisen neben einem dunklen Makel meist einen dunklen Saumrand auf.
Das Raupenstadium der meisten Udea-Arten ist unbekannt, sodass auch Informationen zur Nahrung fehlen. Viele Arten mit bekannter Biologie sind polyphag und ernähren sich von krautigen Pflanzen vor allem aus den Familien der Apiaceae, Asteraceae, Lamiaceae, Plantaginaceae und Rosaceae. Eine detaillierte Beschreibung der Raupe findet sich für Udea lutealis.
Genitalmorphologisch weisen viele Arten der Gattung Udea ein rautenförmiges Signum im weiblichen Corpus bursae auf, welches für die Pyraustinae kennzeichnend ist – daher wird Udea von einigen Autoren auch zu den Pyraustinae gezählt. Andererseits fehlen Merkmale wie Sella und Editum im männlichen Genital sowie ein Appendix bursae im weiblichen Genital, weshalb die Unterfamilienzugehörigkeit von Udea umstritten bleibt. (Für einen Überblick zur Genitalmorphologie von Schmetterlingen siehe Kristensen, 2003 (in Englisch))

## Taxonomie und Systematik

### Artgruppen
Taxonomische Studien zur Gattung Udea nennen die Udea itysalis-Artgruppe, die U. lugubralis-Artengruppe sowie die U. orbicentralis-Artengruppe. Eine phylogenetische Analyse europäischer Udea-Arten deckte drei weitere Artgruppen auf: Udea ferrugalis-, U. alpinalis- und U. numeralis-Artgruppe.

### Udea-Verwandtschaft
Die phylogenetische Studie von Mally & Nuss (2011) ergab, dass die Gattungen Deana und Udeoides sowie die von Munroe (1983) synonymisierte Gattung Mnesictena zu den nächsten Verwandten von Udea gehören. Mnesictena scheint allerdings in engerer Verwandtschaft zu Deana als zu Udea zu stehen, sodass die Berechtigung der Synonymie fraglich ist.
Munroe (1995) postulierte für den neotropischen Faunenbereich eine Udea-Gattungsgruppe, in die er neben der Nominatgattung Udea auch Atomopteryx, Lamprosema, Lineodes, Rhectosemia, Euleucinodes, Neoleucinodes und Proleucinodes einbezog. Da er jedoch keinerlei Diagnose für diese Gattungsgruppe bereitstellte, bleibt unklar, inwieweit dieses Taxon durch apomorphe Merkmale als eine natürliche Verwandtschaftsgruppe berechtigt ist.

### Arten
Von den weltweit über 200 Arten kommen 31 in Europa sowie 24 in Nordamerika vor.
Im Folgenden eine Liste von im deutschsprachigen Raum vorkommender Arten der Gattung Udea:
- Udea accolalis (Zeller, 1867) (D, CH, A)
- Udea alpinalis (Denis & Schiffermüller, 1775) (D, CH, A)
- Udea cyanalis (La Harpe, 1855) (D, CH, A)
- Udea decrepitalis (Herrich-Schäffer, 1848) (D, CH, A)
- Udea elutalis (Denis & Schiffermüller, 1775) (D, CH, A)
- Udea ferrugalis (Hübner, 1796) (D, CH, A)
- Udea fulvalis (Hübner, 1809) (D, CH, A)
- Udea hamalis (Thunberg, 1788) (D, CH, A) – Schwarzweißer Bergwaldzünsler
- Udea inquinatalis (Lienig & Zeller, 1846) (D, CH, A)
- Udea institalis (Hübner, 1819) (D)
- Udea lutealis (Hübner, 1809) (D, CH, A) – Gelblicher Zünsler, Brombeerzünsler
- Udea murinalis (Fischer v. Röslerstamm, 1842) (D, CH, A)
- Udea nebulalis (Hübner, 1796) (D, CH, A)
- Udea olivalis (Denis & Schiffermüller, 1775) (D, CH, A)
- Udea prunalis (Denis & Schiffermüller, 1775) (D, CH, A)
- Udea rhododendronalis (Duponchel, 1834) (D, CH, A) – Grüner Alpenrosenzünsler
- Udea uliginosalis (Stephens, 1834) (D, CH, A)

## Bilder

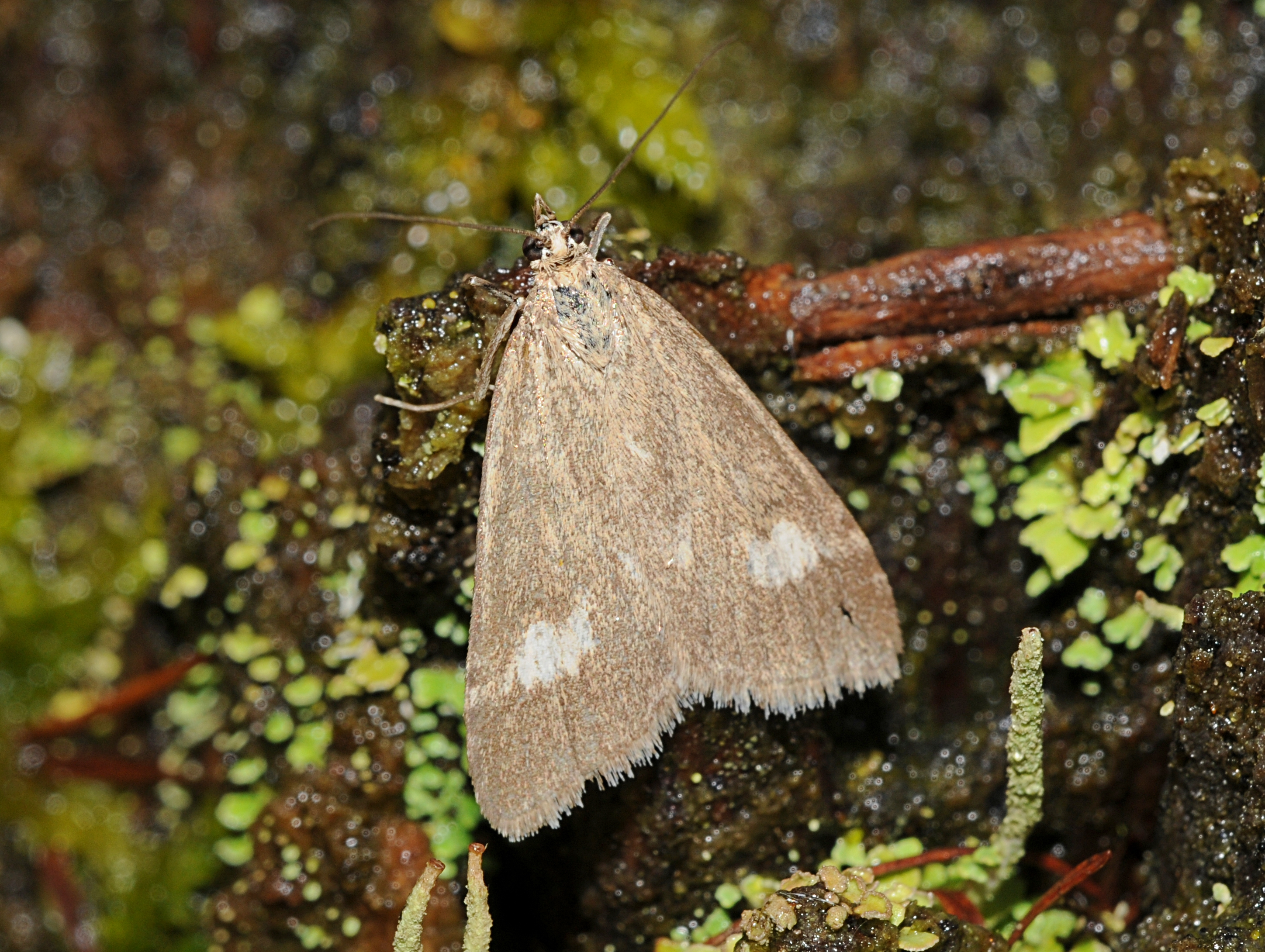
Udea alpinalis
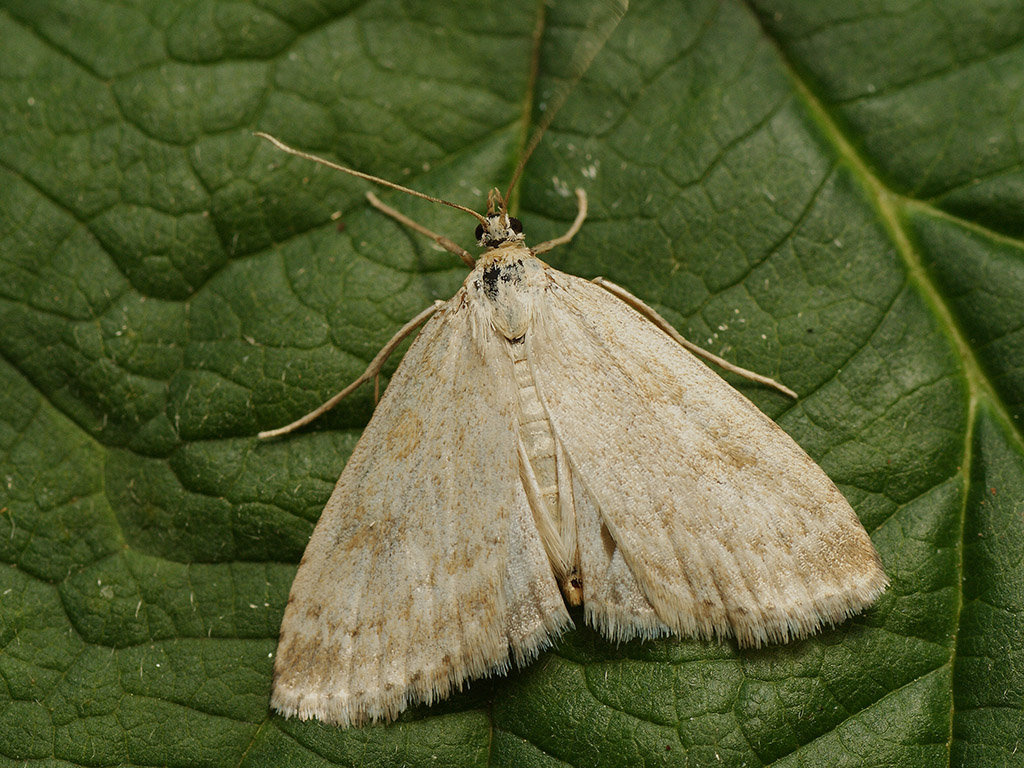
Udea decrepitalis
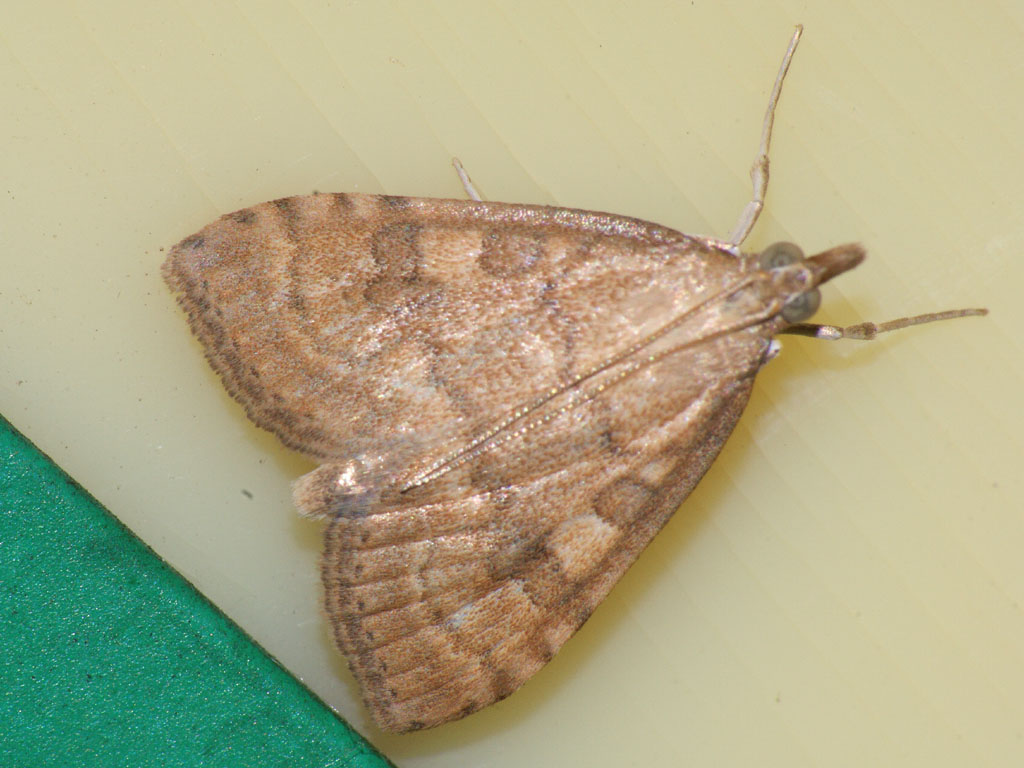
Udea fulvalis
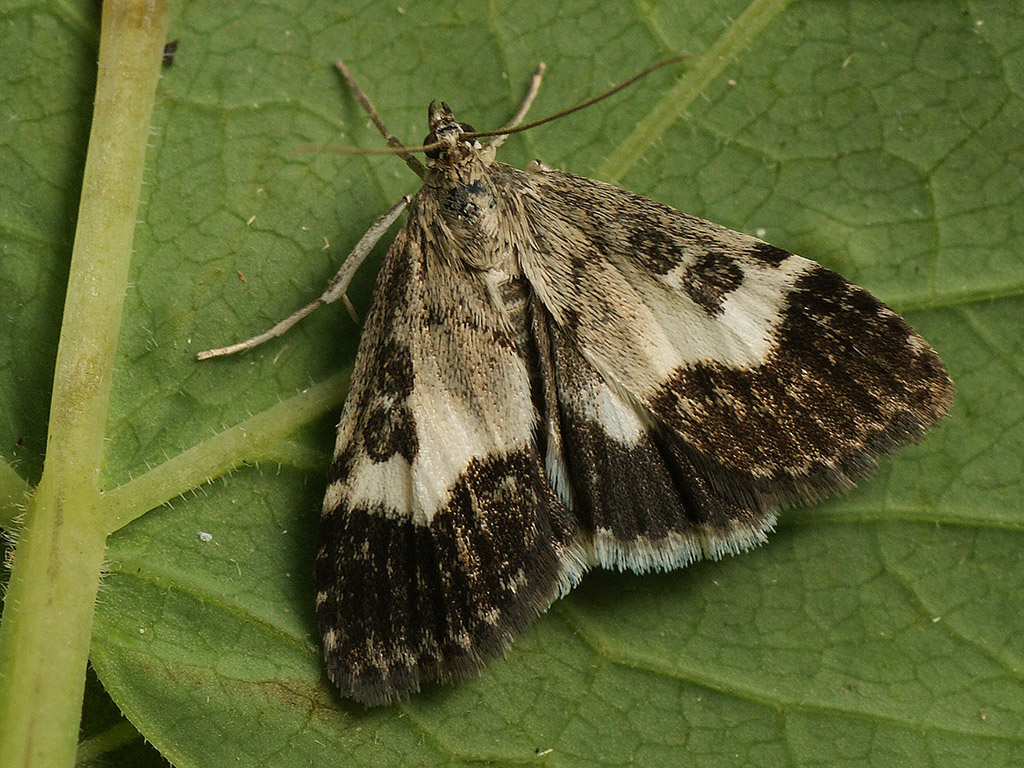
Udea hamalis
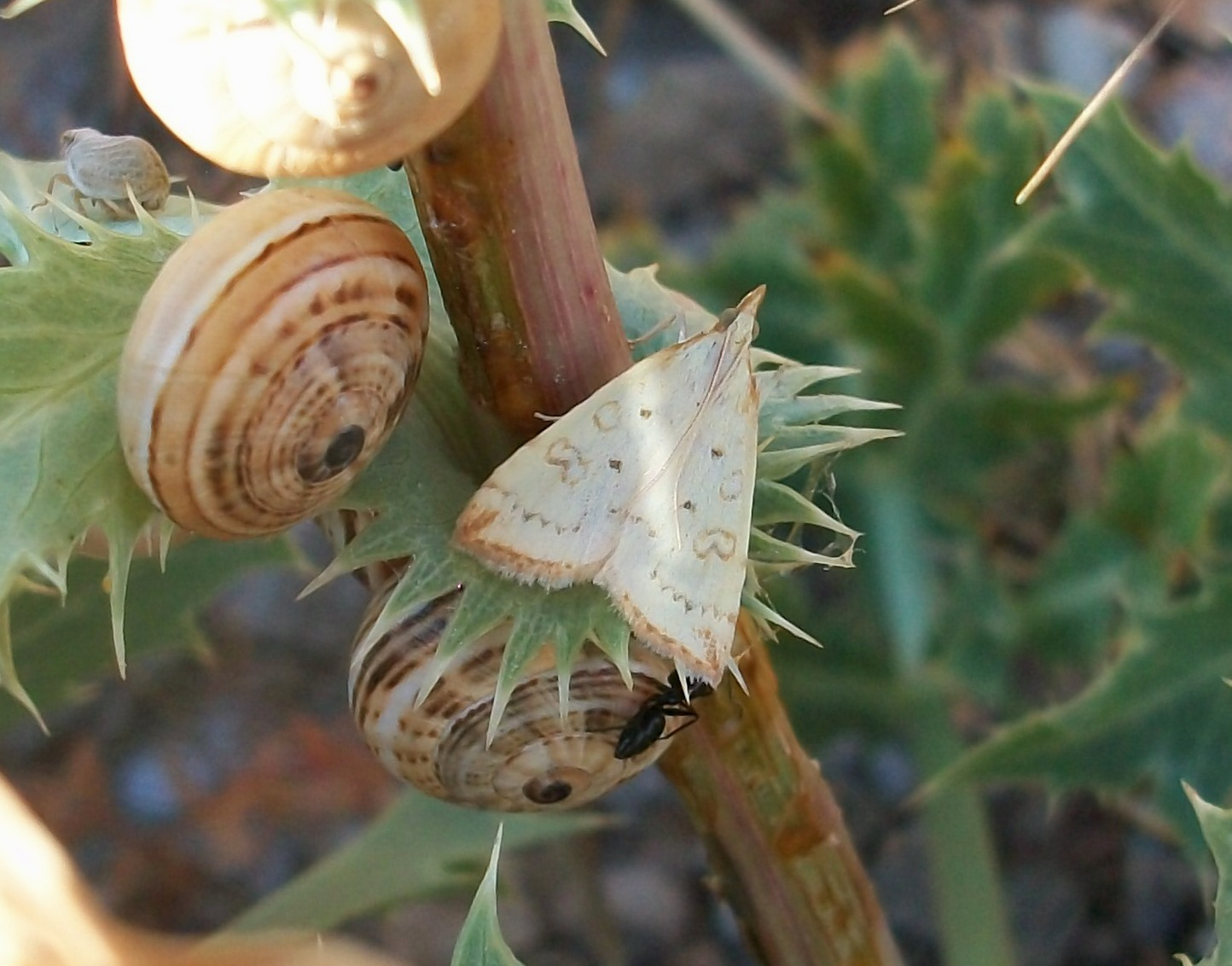
Udea institalis
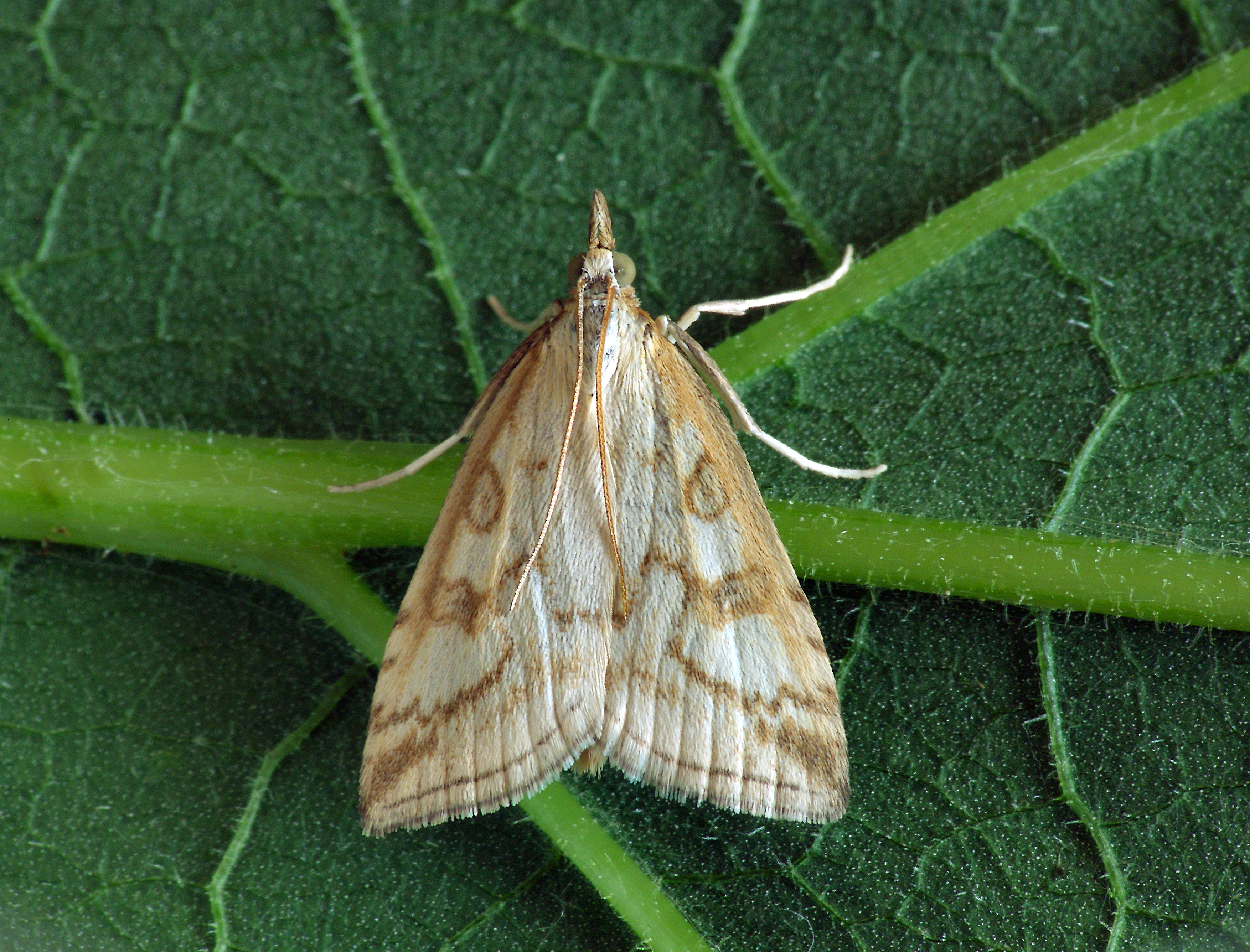
Udea lutealis
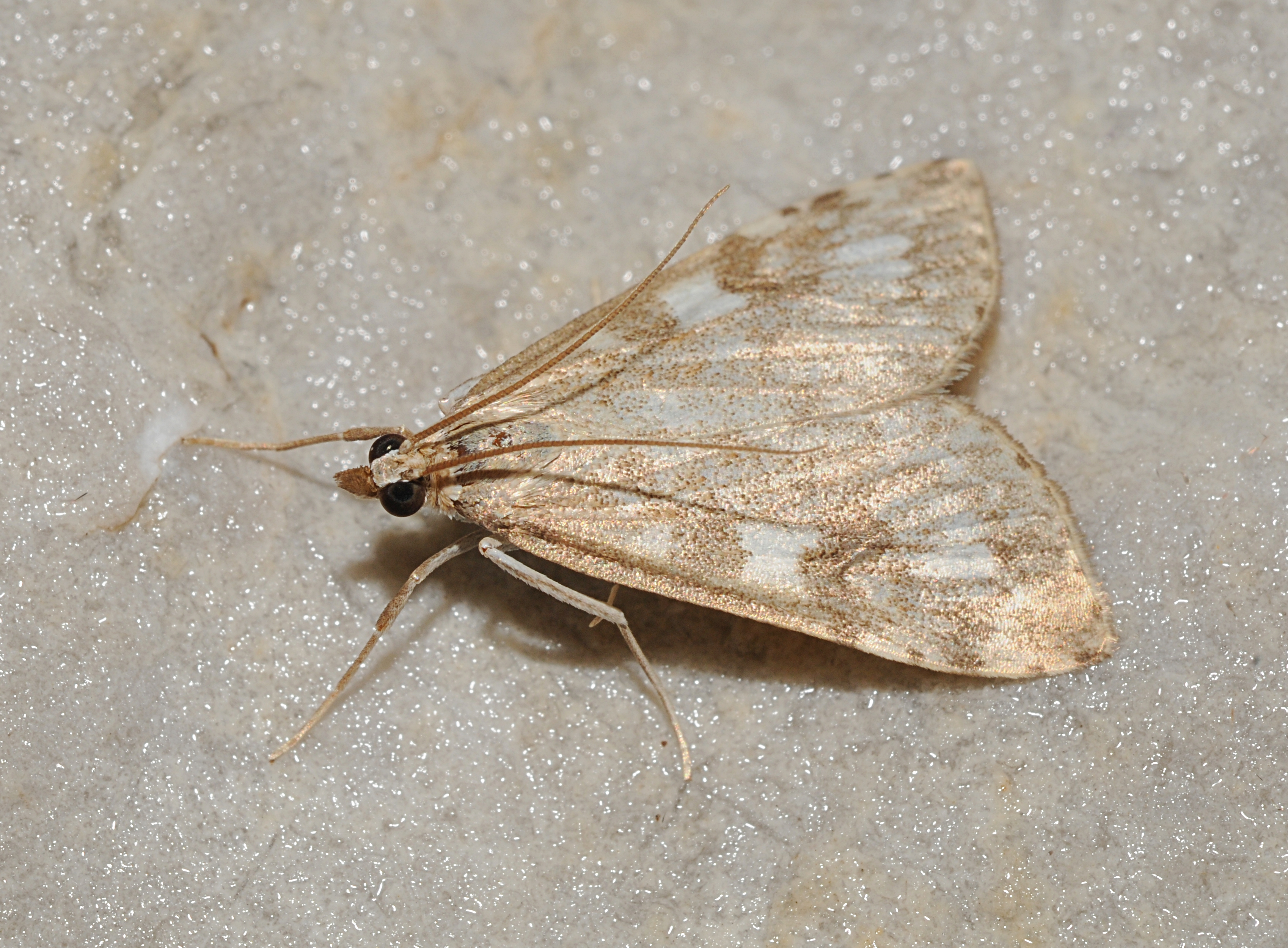
Udea olivalis
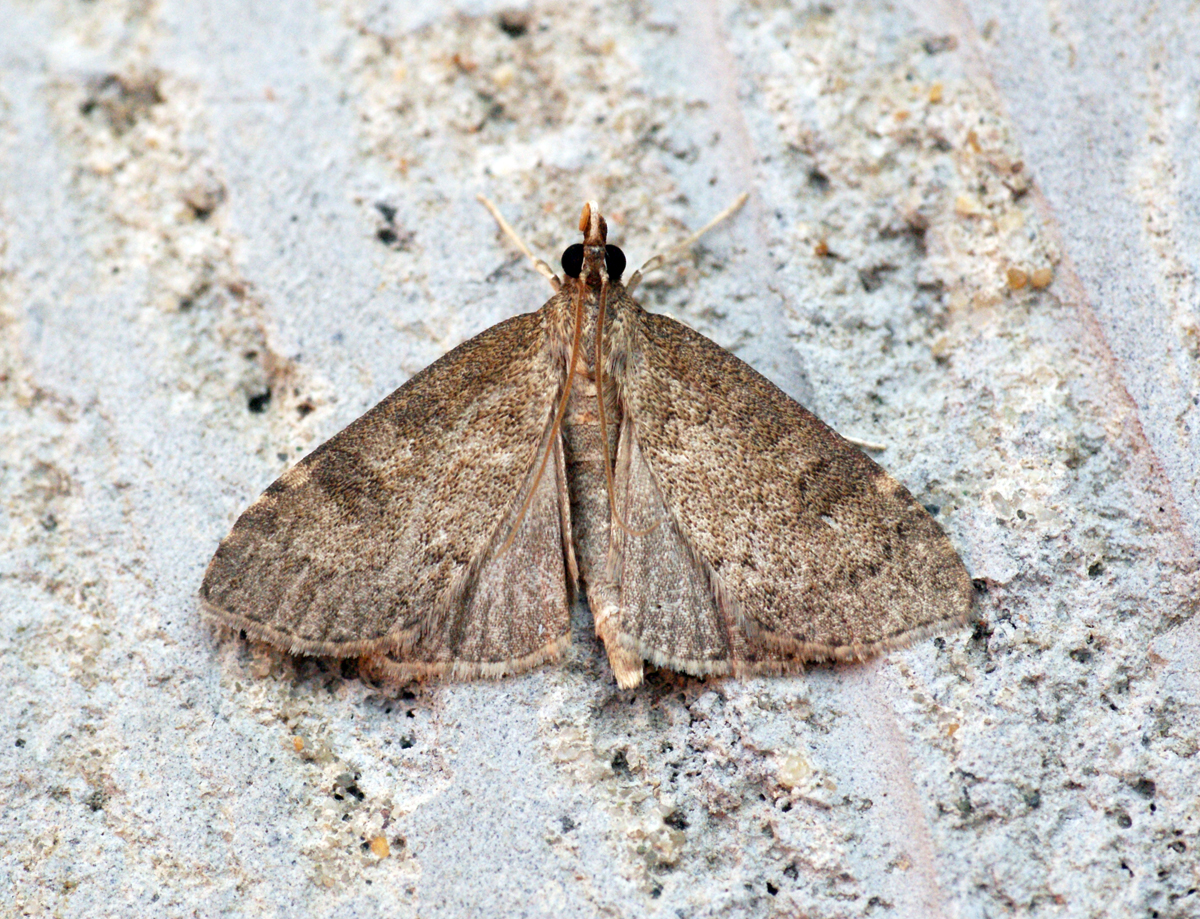
Udea prunalis